# ویلهلم (نام)
ویلهلم (Wilhelm) نامی آلمانی برای مردان و شکل قدیمی‌تری از ویلیام انگلیسی است.

## افراد با نام کوچک یا نام خانوادگی ویلهلم
- ویلهلم یکم، امپراتور آلمان
- ویلهلم دوم
- ویلهلم بورگدورف
- لئوناردو ویلهلم دی‌کاپریو
- ویلهلم فریک
- ویلهلم فورتونگلر
- ویلهلم گریم
- گئورگ ویلهلم فریدریش هگل
- ویلهلم فون هومبولت
- ویلهلم کایتل
- گوتفرید ویلهلم لایبنیتس
- ویلهلم لیست
- فریدریش ویلهلم نیچه
- ویلهلم رایش
- فریدریش ویلهلم یوزف شلینگ
- ویلهلم ریشارد واگنر
- ویلهلم وین
- ویلهلم وونت
- ویلهلم زون
- بیل ده بلزیو
- کتی ویلهلم